# Monochamus mausoni
Monochamus mausoni là một loài bọ cánh cứng trong họ Cerambycidae.